# Lee Joon
Lee Chang Sun (coréen : 이 창선), plus connu sous le nom de Lee Joon (Hangul : 이준 ; Hanja :李準), né le 7 février 1988 à Séoul en Corée du Sud, est une idole sud-coréenne, il était danseur et chanteur dans le groupe MBLAQ (엠블랙) .

## Biographie

### Début
Avant de rejoindre MBLAQ, Lee a participé à des publicités et a joué un petit rôle non récurrent dans le premier épisode de la sitcom That Person Is Coming (그분이 오신다), diffusé en 2008. Il a également terminé le tournage du film Ninja Assassin en 2009, où il a interprété le rôle de Raizo adolescent.

### Carrière musicale
Formé par Rain et J. Tune Entertainment, Lee est membre du boys band sud-coréen MBLAQ en tant que chanteur et danseur principal. Le groupe fait ses débuts le 9 octobre 2009 lors du concert Legend of Rainism de Rain, où ils interprètent plusieurs chansons de leur album Just BLAQ, qui n'est pas encore sorti ,. Leur premier single, Oh Yeah, est présenté au public via un clip vidéo le 14 octobre 2009, et leur album Just BLAQ sort le même jour. MBLAQ fait ses débuts à la télévision avec Oh Yeah dans l'émission M! Countdown de Mnet .
Le groupe débute au Japon le 3 mai 2011 lors d'un événement au Kanagawa Lazona Kawasaki Plaza, attirant 10 000 fans. Le 4 mai, ils sortent leur premier single japonais, Your Luv, qui atteint immédiatement la première place des Oricon Daily Charts, avec plus de 11 000 exemplaires vendus ,.
Avec MBLAQ, Lee sort trois singles, sept EPs et un album studio. Il quitte le groupe en octobre 2014 . Le 18 octobre 2017, avant son enrôlement militaire obligatoire, Lee publie son premier single numérique solo, What I Want to Give to You, une ballade pop écrite par son ancien camarade de groupe Thunder.

## Filmographie

### Cinéma
- 2009 : Ninja Assassin : Raizo adolescent
- 2013 : Rough Play : Oh Young
- 2015 : The Piper : Nam-soo
- 2016 : Luck Key : Yoon Jae-sung

### Télévision
- 2012 : Phantom : caméo épisode 1
- 2013 : Iris II: New Generation : Yoon Shi-hyuk
- 2014 : Gap-dong : Ryu Tae-oh
- 2014 : Mr. Back : Choi Dae-han
- 2015 : Pinocchio : caméo épisode 19, Fama
- 2015 : Heard It Through the Grapevine : Han In-sang
- 2016 : The Vampire Detective : Yoon San
- 2016 : Woman with a Suitcase : Ma Suk-woo
- 2017 : My Father Is Strange : Ahn Joong-hee
- 2017 : Mia Luang : caméo épisode 6
- 2021 : The Silent Sea : Ryoo Tae-seok
- 2021-2022 : Bulgasal: Immortal Souls : Ok Eul-tae
- 2022 : Bloody Heart : Lee Tae
- 2023 : The Escape of the Seven : Min Do-hyuk
- 2024 : The Resurrection of the Seven : Min Do-hyuk

## Doublage
- 2011 : Gnoméo et Juliette : Gnomeo
- 2016 : Seoul Station : Ki-woong